# Upodabljanje na daljavo
Upodabljanje na daljavo (angleško Distributed rendering) ali vzporedno (paralelno) upodabljanje (angleško Parallel rendering) je metoda, ki razdeli delo tako, da se podatki obdelujejo vzporedno. Uporablja se gruče računalnikov (HPC), kateri si naloge delijo in jih istočasno obdelujejo. Produkcija računalniške grafike in renderiranje, zahtevajo ogromne računalniške vire za računanje zelo kompleksnih računskih operacij kot so npr. vizualizacije v medicini in fiziki, animirani filmi, posebni efekti, ustvarjanje terena ter druge CAD aplikacije. Tradicionalne metode kot so raytracing, 3D teksture itd, so na domačih računalnikih zelo počasne. Prav tako programi za navidezno resničnost in simulacije, ki se prikazujejo na več monitorjih naenkrat, zahtevajo vzporedno upodabljanje.

## Delitev dela pri upodabljanju na daljavo
Obstajata dva razloga za uporabo upodabljanja na daljavo. Zmogljivostna nadgradljivost (angleško Performance scaling) omogoča, da se sličice upodobijo hitreje, med tem ko podatkovna nadgradljivost omogoča vizualizacijo večjim naborom podatkov. Različne metode delitve dela  uporabljajo različne nadgradljivosti.  Obstajajo tudi druge prednosti in slabosti, kot je zakasnitev in problemi z izravnavo obremenitve.  Trije glavni primeri distribucije primitivov so celotne sličice (angleško Frames), piksli ali objekti (npr. mesh iz trikotnikov).

### Slikovna porazdelitev
Vsaka procesorska enota lahko upodobi celotno sličico (angleško Frame) iz drugega zornega kota ali trenutka. Sličice, upodobljene iz različnih pogledov lahko izboljšajo kakovost slike z anti-aliasingom ali dodajo efekt globinske ostrine in tridimenzionalnega prikaza. Ta pristop omogoča dobro zmogljivostno nadgradljivost ne pa tudi podatkovne nadgradljivosti.  Pri paralelnem upodabljanju zaporednih sličic nastane zamik za interaktivne seje. Zamik med uporabniškim vnosom in prikazom je sorazmeren s številom zaporednih sličic, ki se renderirajo vzporedno. 

### Porazdelitev po pikslih
Komplete pikslov na zaslonu se lahko razdeli med procesorske enote po tako imenovanem »sort first« sistemu. Razdelitev prepletenih (ang. Interlaced) vrst pikslov  daje dobro uravnoteženost obremenitve sistema vendar je podatkovna nadgradljivost nemogoča.

### Objektna porazdelitev
Delitev objektov po procesnih enotah deluje po »sort last« sistemu. Kar zagotavlja zelo dobro nadgradljivost zmogljivosti, ampak zahteva vmesne slike iz procesorskih vozlišč, katere se alfa komponirajo in sestavijo končno sliko. Če se povečuje ločljivost slike, se povečuje tudi režija alfa komponiranja.
Shema uravnoteženja obremenitve je potrebna za ohranitev zmogljivosti ne glede na pogoje prikazovanja. To se lahko doseže s prekomerno razdelitvijo prostora objekta  in z naključno dodelitvijo več kosov vsaki procesni enoti,  vendar se s tem poveča število stopenj alfa komponiranja potrebnih za oblikovanje končne slike. Druga možnost je, da se vsaki procesni enoti dodeli sosednji blok, ki ga je potrebno dinamično ažurirati (ang. Update), vendar to zahteva dinamično nalaganje podatkov.

### Hibridna porazdelitev
Različni tipi porazdelitev se lahko kombinirajo na različne načine. Nekaj zaporednih sličic lahko upodabljamo vzporedno in hkrati lahko prav tako vzporedno upodabljamo s porazdelitvijo pikslov ali objektov. Objektna porazdelitev lahko poskuša zmanjšati  njihovo prekrivanje  prostora na zaslonu, da bi zmanjšali stroške alfa komponiranja ali celo uporabili piksel porazdelitev za upodabljanje delov prostora objekta.

## Prednosti upodabljanja na daljavo
Upodabljanje na daljavo omogoča, da aplikacija teče na oddaljenem strežniku in se tudi upodablja na tem strežniku, med tem ko prikazuje svoj uporabniški vmesnik in slike na lokalnem računalniku. Prednost oddaljenega upodabljanja je, da omogoča uporabnikom ogled in interakcijo z velikimi zbirkami podatkov iz skoraj katerega koli računalnika, kjer koli na svetu. Upodabljanje na daljavo omogoča enemu strežniku vizualizacijo za večje število odjemalcev, ta pa ne potrebuje računalnika z zmogljivostmi za 3d grafiko, saj se vse upodabljanje dogaja na oddaljenem strežniku. Lokalni odjemalec potrebuje le zmožnost prikaza slike.

## Uporaba upodabljanja na daljavo
Upodabljanje na daljavo se uporablja za izdelava prototipov, prikaz znanstvenih procesov, v medicini, za animirane filme in posebne efekte v filmih, za obogateno resničnost (angleško Augmented reality), multimedijske vsebine...
Zelo dobro lahko tudi prikažemo delovanje naprav in procesov in tako pritegnemo zanimanje ob različnih priložnostih kot so sejmi, reklamni oglasi in spletne strani. 